# Oroso
Oroso es un municipio español de la provincia de La Coruña, comunidad autónoma de Galicia. Pertenece a la comarca de Órdenes. Oroso limita al norte con el municipio de Órdenes y Frades, al sur con los municipios de El Pino (comarca de Arzúa) y Santiago de Compostela, y al oeste con el municipio de Trazo y Tordoya (comarca de Órdenes). Abarca una superficie de 72,60 kilómetros cuadrados, con 84 entidades de población y alberga una población de 7.174 habitantes (2011). La capital del municipio es Sigüeiro, que pertenece a la parroquia de San Martiño de Oroso. Oroso pertenece a la provincia de La Coruña, a la diócesis de Santiago (arciprestazgo de Bama, Barbeiros y Berreo de Arriba) y al partido judicial de Órdenes.

## Etimología
Derivaría del adjetivo "hedroso" 'con hiedra'.

## Parroquias
Parroquias que forman parte del municipio:
- Ángeles[3]
- Calvente (San Juan)
- Cardama (Santa María)
- Deijebre[3]
- Gándara[3]
- Marzoa (San Martín)
- Oroso (San Martín)
- Pasarelos (San Román)
- Senra (Santa Eulalia)
- Trasmonte (San Esteban)
- Villarromarís[3]

## Geografía

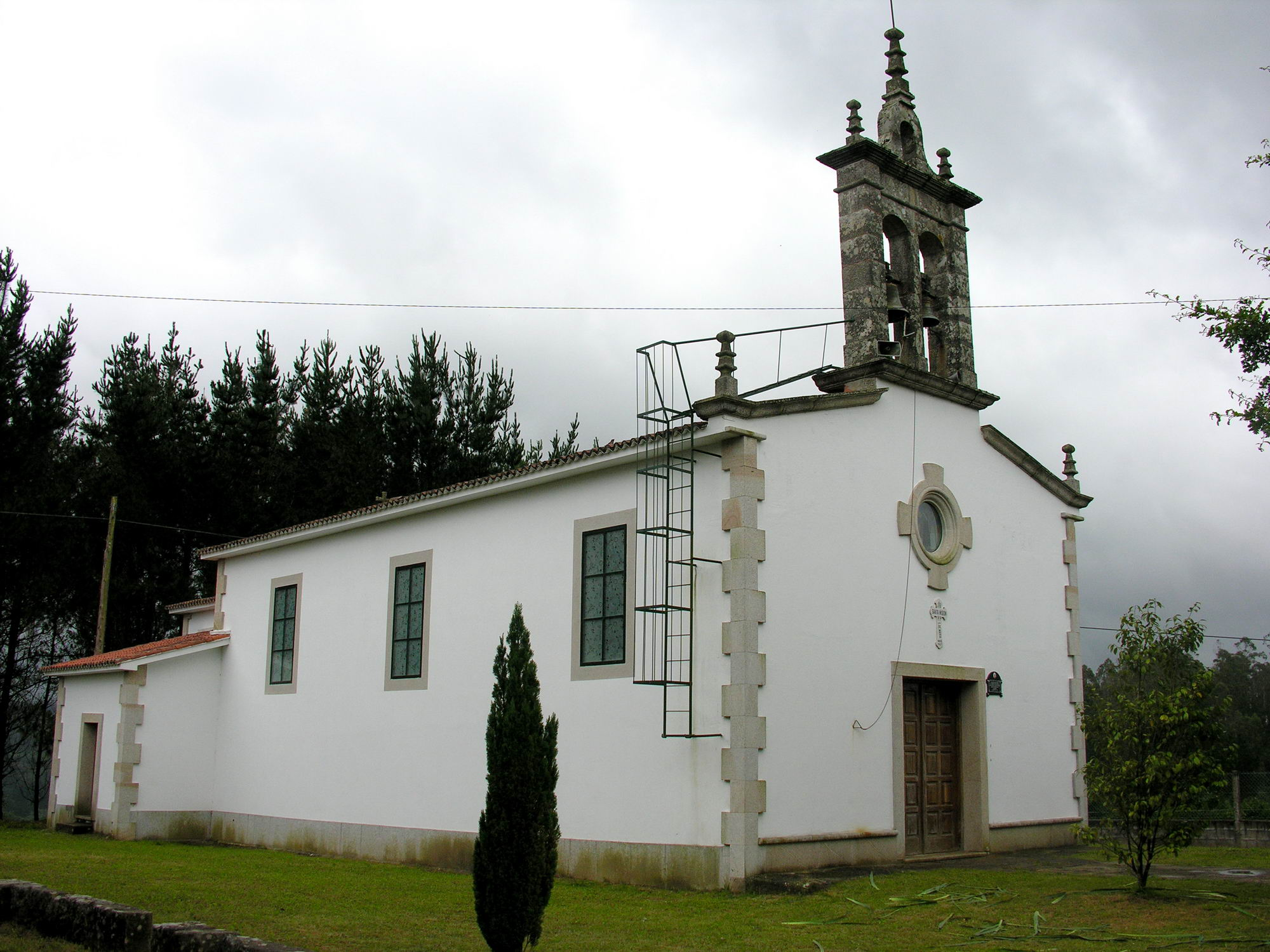
Iglesia de San Tomé de Villarromarís

Integrado en la comarca de Órdenes, la capital del concejo, Sigüeiro, se sitúa a 58 kilómetros de La Coruña y a 16 kilómetros de Santiago de Compostela. El término municipal está atravesado por la Autopista del Atlántico (AP-9), por la carretera nacional N-550, entre los pK 43 y 49, y por carreteras locales que permiten la comunicación entre las parroquias y con los municipios vecinos de Órdenes, Trazo, Frades y El Pino.  
El municipio está situado en la margen derecha del río Tambre, que marca su límite meridional con el municipio de Santiago de Compostela. Los montes Costa (329 m), en la parroquia de Trasmonte, y O Petón (369 m), en la parroquia de Senra, son sus máximas cotas de altitud. A partir de ellos el perfil orográfico, ligeramente ondulado y sin fuertes contrastes, desciende gradualmente hasta el curso del Tambre, creando una tierra de transición entre las riberas de este río y las tierras más elevadas del norte. La altitud oscila entre los 369 metros (O Petón), al este, y los 220 metros a orillas del río Tambre. La capital del concejo se alza a 230 metros sobre el nivel del mar. 
Climáticamente, el municipio se encuentra en un dominio oceánico húmedo. La temperatura media se sitúa en los 12,34 °C, el mes más frío es enero, con una media de 7,1 °C y el más caluroso es julio, con una temperatura media de 18,3 °C, siendo la oscilación térmica reducida (11,2 °C). Los inviernos no son muy rigurosos y los verano suelen ser suaves, aunque por influencia continental en ocasiones se producen heladas durante algunos días. Las precipitaciones son elevadas, ya que alcanzan los 2.000 mm anuales, producto de la llegada, sin ningún obstáculo topográfico importante, de los vientos húmedos oceánicos; además, el ascenso en altitud favorece las precipitaciones. No obstante, el régimen pluviométrico es irregular, con un máximo en invierno y un mínimo irregular en verano, donde hay un pequeño déficit hídrico en julio y agosto.
La densa red hidrográfica está marcada por el río Tambre y varios de sus afluentes que atraviesan el municipio de norte a sur. Destacan los ríos Maruzo, Samo, Cabeceiro y en el extremo occidental, el Lengüelle. La fuerte pluviosidad favorece la vegetación natural y la formación de prados y pastos. Los bosques originales de frondosas son muy residuales y en su lugar predominan los espacios forestales a base de pinos y eucaliptos. En las riberas de los ríos se encuentran especies arbóreas y arbustivas típicas de estas zonas.
| Noroeste: Tordoya                | Norte: Órdenes                        | Noreste: Frades        |
| Oeste: Trazo                     |                                       | Este: Frades y El Pino |
| Suroeste: Santiago de Compostela | Sur: Santiago de Compostela y El Pino | Sureste: El Pino       |

## Historia

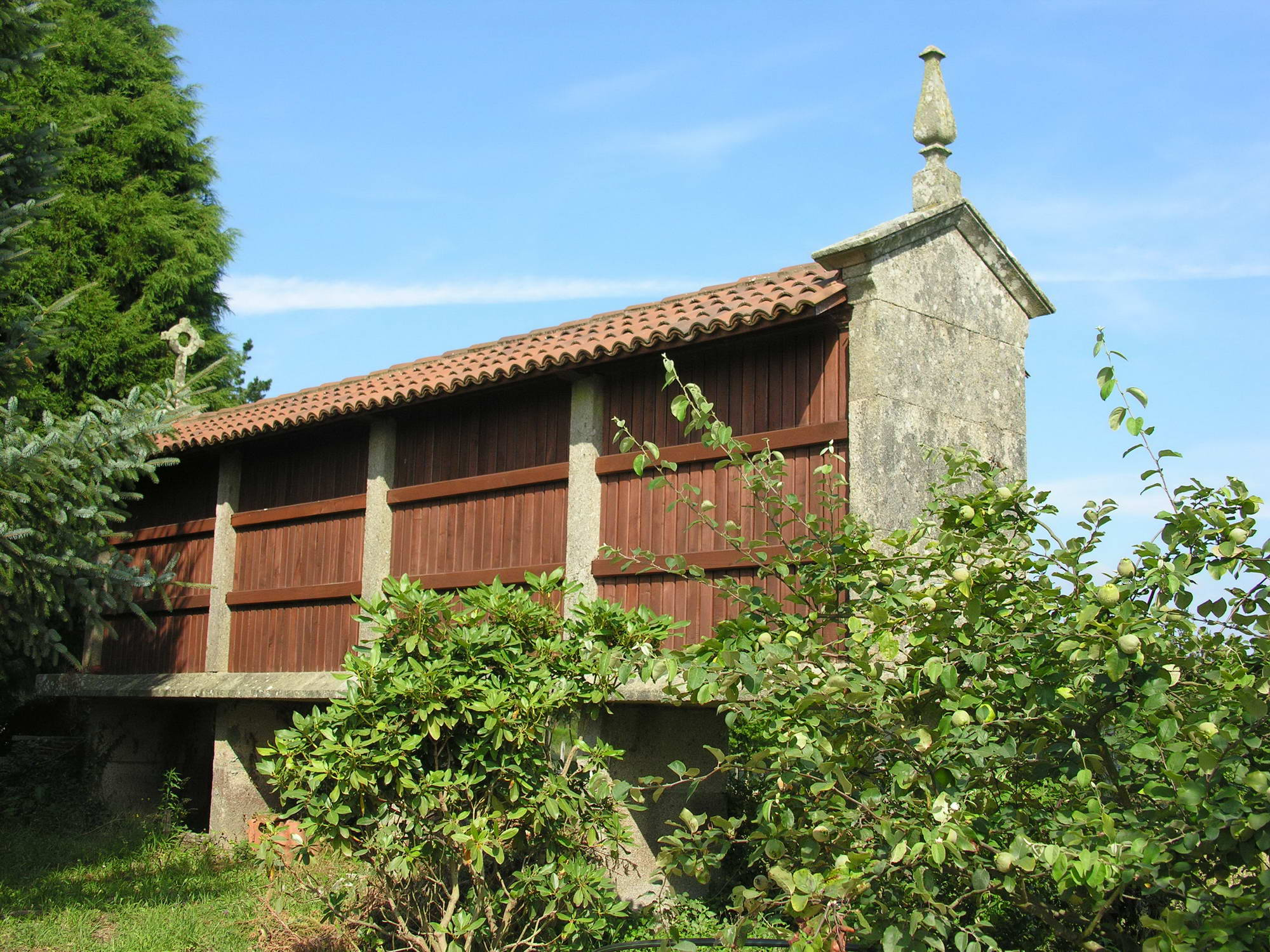
Hórreo de Oroso

Los primeros restos arqueológicos encontrados en el municipio datan de época megalítica, como el dolmen de Vilar de Arriba encontrado en Deijebre. De la cultura castreña destacan los castros de Villalbarro en Deijebre y el de Marzoa, además de los restos del llamado Tesoro de Recouso, encontrado en Marzoa y datado entre los siglos V y IV a. C., que consiste en un conjunto de cadenas y colgantes de oro. Es posible que la villa de Sigüeiro sea la mansión romana de Trigudum, que se encontraba en la vía romana de Braga a Astorga.
En la Edad Media formó parte de la jurisdicción de Montaos, al igual que los territorios de Trazo y Órdenes. Esta jurisdicción abarcaba desde el río Tambre hasta el monte Xalo. Consta la existencia de la misma al menos desde el año 1124, fecha en la que se firmó una donación del rey Alfonso VII al obispado compostelano. En este lugar se construyó un puente en el siglo XIV, por orden de Fernán Pérez de Andrade, El Bueno. El llamado Camino Inglés de peregrinación a Santiago pasaba y pasa por este municipio. Durante el Antiguo Régimen las parroquias que integran el municipio de Oroso pertenecían a la jurisdicción de Folgoso, señorío del conde de Altamira, a la jurisdicción de Mesía, administrada por el arzobispo de Santiago de Compostela y a la de Sigüeiro do Deán, señorío del deán de Santiago de Compostela.
La proclamación de la constitución de 1812 supuso la abolición del régimen señorial y su sustitución por una administración territorial. En aquel momento se produjo la creación de los municipios de Pasarelos y Oroso. En 1823 el rey Fernando VII derogó la constitución, hecho que supuso la supresión de estos municipios y la restauración del régimen señorial. La definitiva recuperación del municipalismo se produjo en 1835, cuando se constituyó el municipio con sus límites actuales. En 1846 tuvieron lugar en Oroso los enfrentamientos entre las fuerzas lealistas al gobierno y las de los liberales sublevados al mando del coronel Miguel Solís cerca del puente de Sigüeiro. Los sublevados perderían la batalla y serían fusilados en Carral.

## Geografía humana

### Demografía
Cuenta con una población de 7757 habitantes (INE 2024).
| Gráfica de evolución demográfica de Oroso entre 1842 y 2021                                                           |
| |
| Población de derecho según los censos de población del INE. Población de hecho según los censos de población del INE. |

### Población

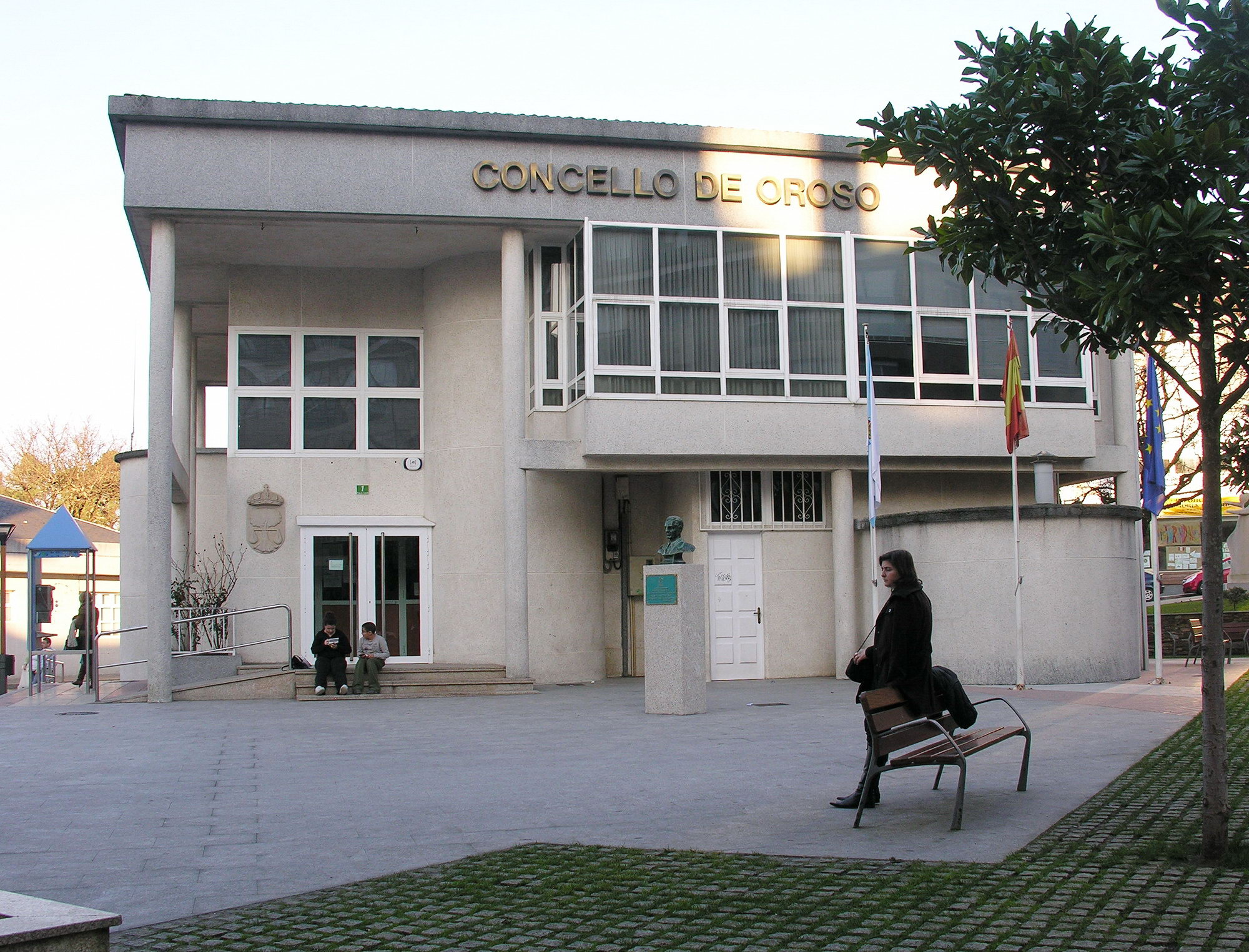
Ayuntamiento de Oroso, Sigüeiro

Oroso tenía a comienzos del siglo XX una población de 3.231 h. La mayor parte del siglo experimentó pocas variaciones, bien positivas o negativas. Desde 1900 a 1950, con una fuerte corriente migratoria y una alta tasa de natalidad, la población creció ligeramente. Desde 1950 hasta el censo de 1981, Oroso entró en un período de pérdida de población. A pesar de que se mantuvo con un crecimiento vegetativo favorable la pérdida de habitantes y la emigración provocaron un significativo descenso. Durante estos años hubo un importante y activo éxodo rural hacia ciudades como La Coruña y Santiago de Compostela, así como hacia las zonas industrializadas de España y Europa.
Entre 1981 y 1991 se detuvo la pérdida de población, aunque el crecimiento natural descendió junto a la natalidad; el retorno de emigrantes y el comienzo de un crecimiento asociado al desarrollo de la zona urbana de Santiago de Compostela permitieron el comienzo de un período de recuperación demográfica. Esta recuperación derivó en un claro crecimiento, y así, entre los años 1991 y 2001 se produjo un aumento del 46,34 %, uno de los crecimientos más elevados de los municipios gallegos. A comienzos del siglo XXI la población de Oroso alcanzó su máximo poblacional histórico con 5.530 h. El fortalecimiento y consolidación de la expansión urbana relacionada con el crecimiento de Santiago de Compostela hacia sus municipios limítrofes constituye la explicación de este crecimiento demográfico.
El núcleo municipal, Sigüeiro, es el eje que conecta el municipio con Santiago de Compostela y se ha convertido en una de las zonas de difusión poblacional más importantes de la capital gallega. La tasa de crecimiento natural es de signo positivo (1,8 por mil) como consecuencia de una tasa de natalidad (10,1 por mil) superior a la de mortalidad (8,3 por mil). Esta dinámica natural es a su vez la causa y consecuencia de una estructura demográfica relativamente joven dentro del contexto provincial y regional. La población hasta los 16 años constituye el 17,07 % del total. Los mayores de 64 años representan el 14,46 %. La distribución poblacional por sexos muestra un elevado equilibrio, ligeramente a favor de la población femenina. Predomina la vivienda familiar por la función residencial de Oroso como periferia suburbana del área urbana de Santiago de Compostela.

## Economía

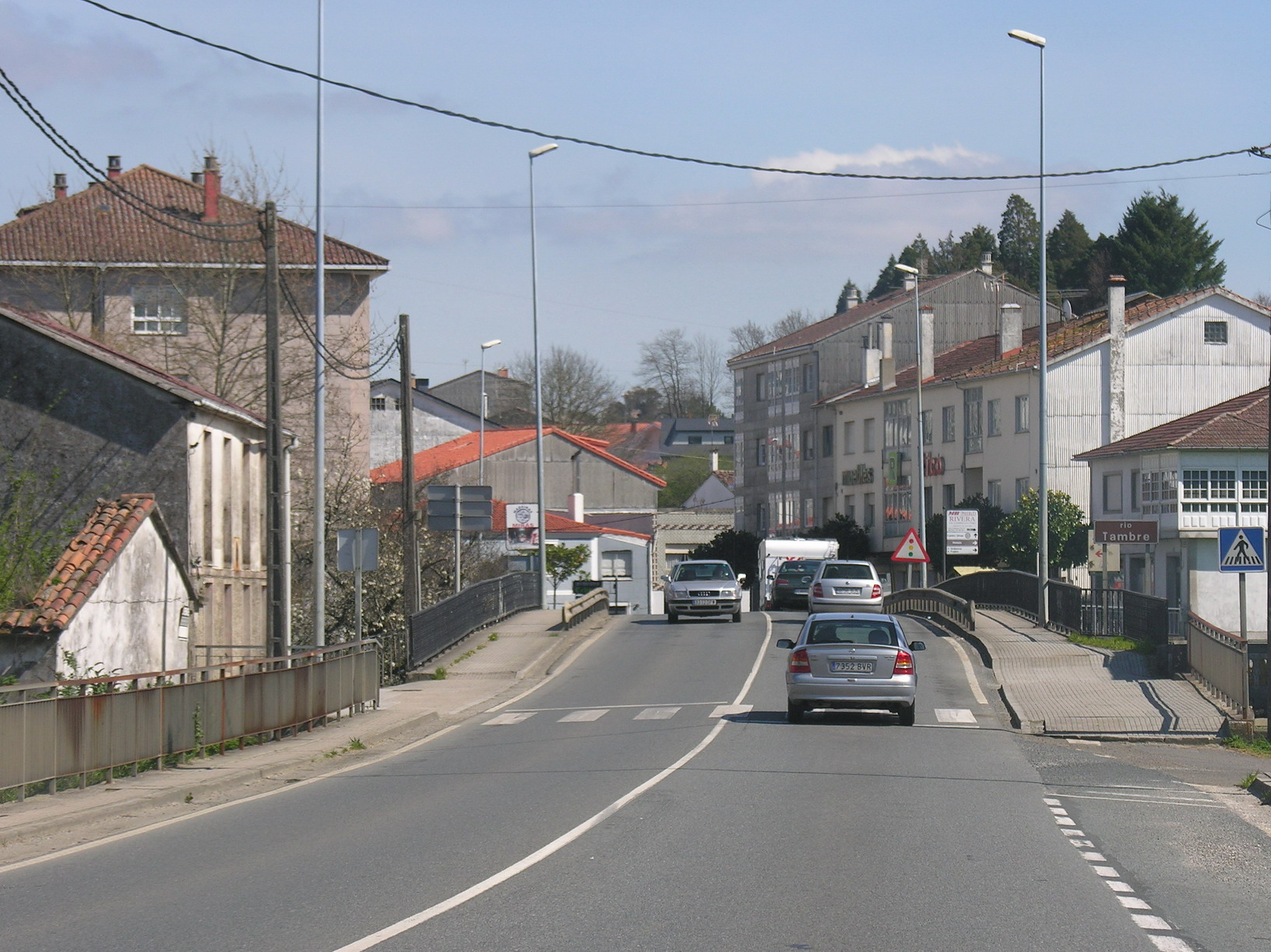
Carretera N-550 entre el municipio de Santiago de Compostela y el de Oroso. El río Tambre (ver el puente), marca el límite municipal

Oroso tiene una tasa de actividad general del 58,7 %, superior a la media regional y la tasa de actividad masculina (71,6 %) supera a la femenina (46,2 %). El paro se sitúa en torno al 9,5 % (6,2 % en el caso de los hombres y 14,4 % en el caso de las mujeres), inferior a la media regional. La distribución de la población activa por subsectores económicos refleja la importancia del sector terciario con un 57,3 % de la población ocupada en este sector. Lo sigue el sector secundario con un 33,1 %, la industrica con un 18,4 % y la construcción con un 14,7 %; y por último el sector primario con un 9,6 % (datos del año 2001).
La relación de Oroso con el vecino municipio de Santiago de Compostela influyó totalmente en su estructura económica en las últimas décadas. Gran parte de la población activa reside en el municipio pero trabaja en la industria y servicios de la capital de Galicia. Los dos sectores que más gente emplean, el terciario y el secundario, responden a estos trabajos compostelanos, mientras que el sector primario redujo su participación económica y laboral. No obstante, las actividades agropecuarias se desarrollan en su mayor parte en el territorio de Oroso, al igual que en el resto de los municipios de la comarca de Órdenes, pues dispone de una área muy adecuada para el aprovechamiento agrario por sus características climáticas y orográficas. La concentración parcelaria y las mejoras introducidas hicieron posible la modernización de las explotaciones agrarias. La orientación principal es la explotación ganadera, en concreto de ganado bovino dedicado a la producción comercial de leche, y secundariamente también hay varias granjas porcinas. La disponibilidad de prados y pastos favoreció el crecimiento del sector lechero, actualmente en crisis como consecuencia de la política agraria de la Unión Europea y el envejecimiento de la población rural.
El sector secundario tiene una presencia relativa. Existen diferentes empresas dedicadas a la fabricación de materiales de construcción, carpintería e industria de muebles. Con la reciente creación de un polígono industrial se instaló en el municipio una planta de Vengonsa, importante empresa de distribución alimentaria. Aun así la mayoría de los trabajadores del municipio acuden a los polígonos industriales de la zona de Santiago de Compostela y La Coruña. La construcción se desarrolló mucho en los últimos años, pues la especulación urbanística y los precios prohibitivos de la vivienda en Santiago convirtieron Oroso en una ciudad-dormitorio donde la mayor parte de la población procede de otras localidades. La paralización en su día del Plan General de Ordenación Urbana del municipio no logró contener a los constructores. Una de las consecuencias de la deficiente planificación urbanística son los problemas de tráfico que padece actualmente el municipio, con constantes atascos en las horas puntas de entrada y salida.
En el sector terciario, también la mayoría de los trabajadores están empleados en los servicios de Santiago de Compostela. Dentro del municipio destaca Sigüeiro, cuya función residencial favoreció la proliferación de urbanizaciones y de servicios básicos (comerciales, financieros, públicos). Las principales vías de comunicación se insertan entre las vías entre La Coruña y Santiago de Compostela, destacando la citada carretera N-550 La Coruña-Tuy, que atraviesa el municipio de norte a sur, y la autopista AP-9, que tiene en Sigüeiro un servicio de entrada y salida en dirección a La Coruña. También discurre por el municipio la línea de ferrocarril La Coruña-Santiago de Compostela, con un apeadero en Oroso y otro en Trasmonte.

## Cultura

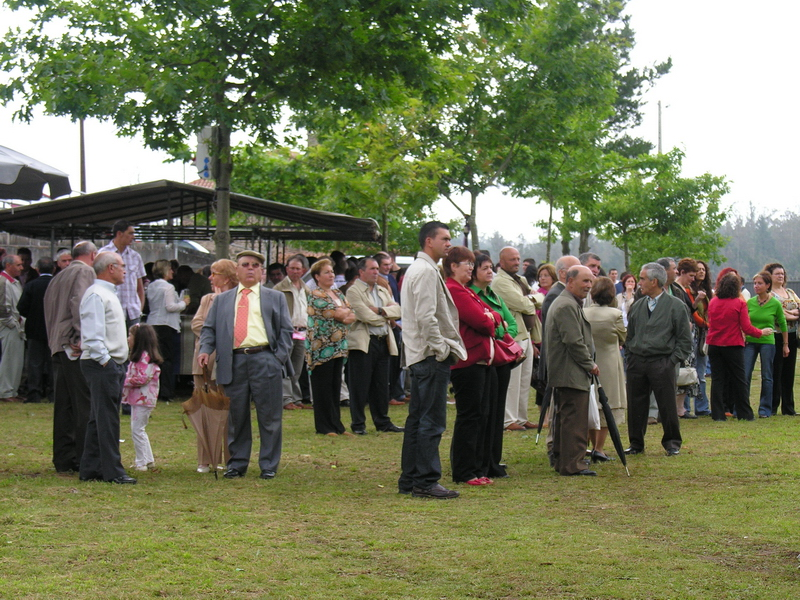
Fiesta del 1 de julio de 2007 en Villarromarís

Además de los restos arqueológicos mencionados, entre los ejemplos de arquitectura religiosa destacan las iglesias de San Miguel de Gándara en Oroso, San Esteban de Trasmonte y Santa Eulalia de Senra en estilo barroco. En la arquitectura civil sobresalen el Pazo de Meixime en Oroso y el Puente Sigüeiro, una obra de cantería del siglo XIV, reformado en el XV.
Entre las fiestas populares destacan las de Santo Antón en Marzoa, celebradas en junio, San Esteban en Trasmonte, la Virgen de la Merced en Calvente (También conocida como "El día 8") en septiembre, Santa Bárbara en Senra, que se celebra el primer fin de semana de octubre y las del Santísimo Sacramento (último domingo de agosto) y Santa Eufemia (en verano) y las de Santo André (30 de noviembre), que tienen lugar en la parroquia de San Andrés de Barciela.
El Camino de Santiago también atraviesa este municipio. Forma parte del tramo conocido como Camino inglés o Camino de los ingleses que comienza en el muelle de Ferrol o en el puerto de La Coruña.

## Galería de Imágenes
Imágenes del municipio de Oroso

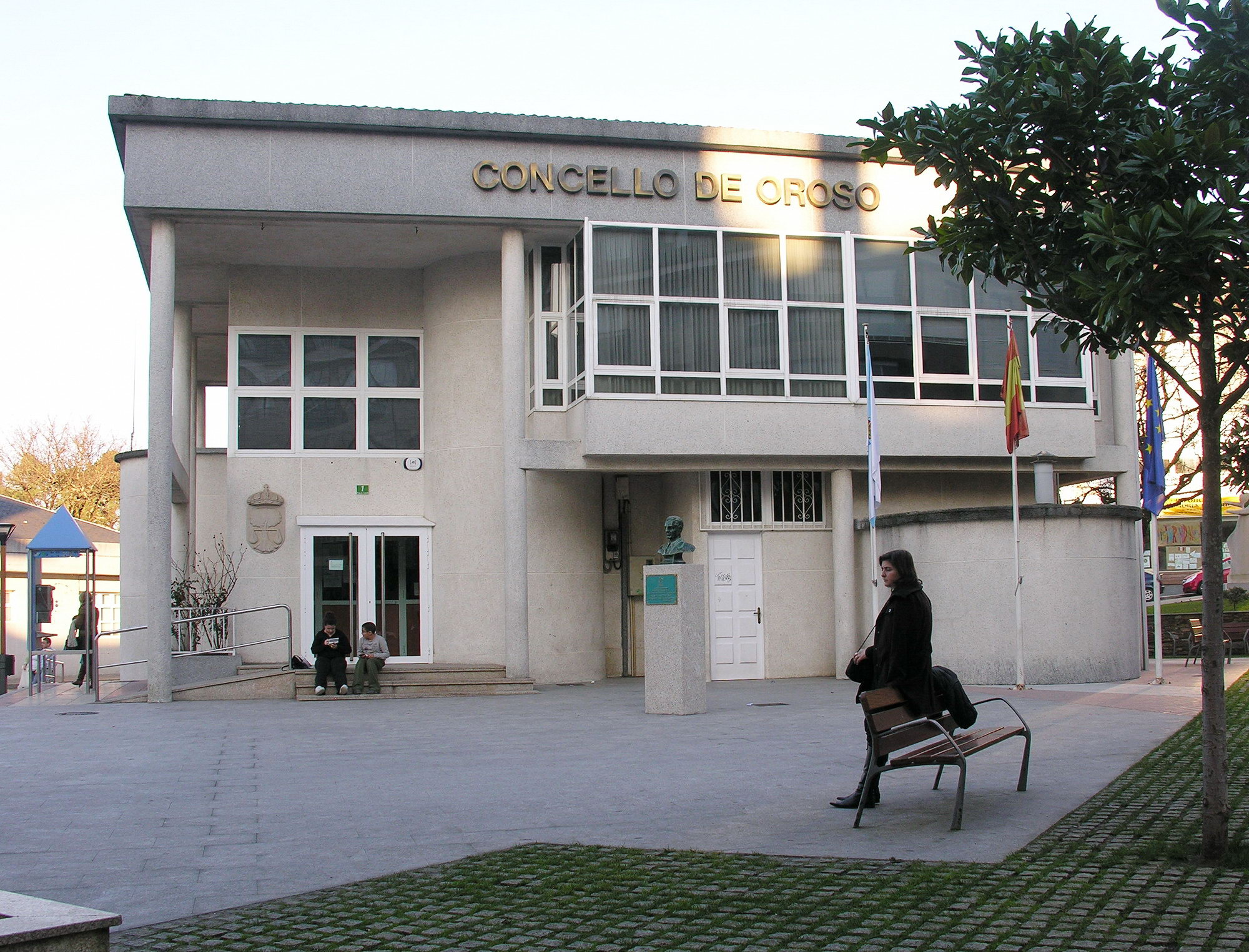
Ayuntamiento
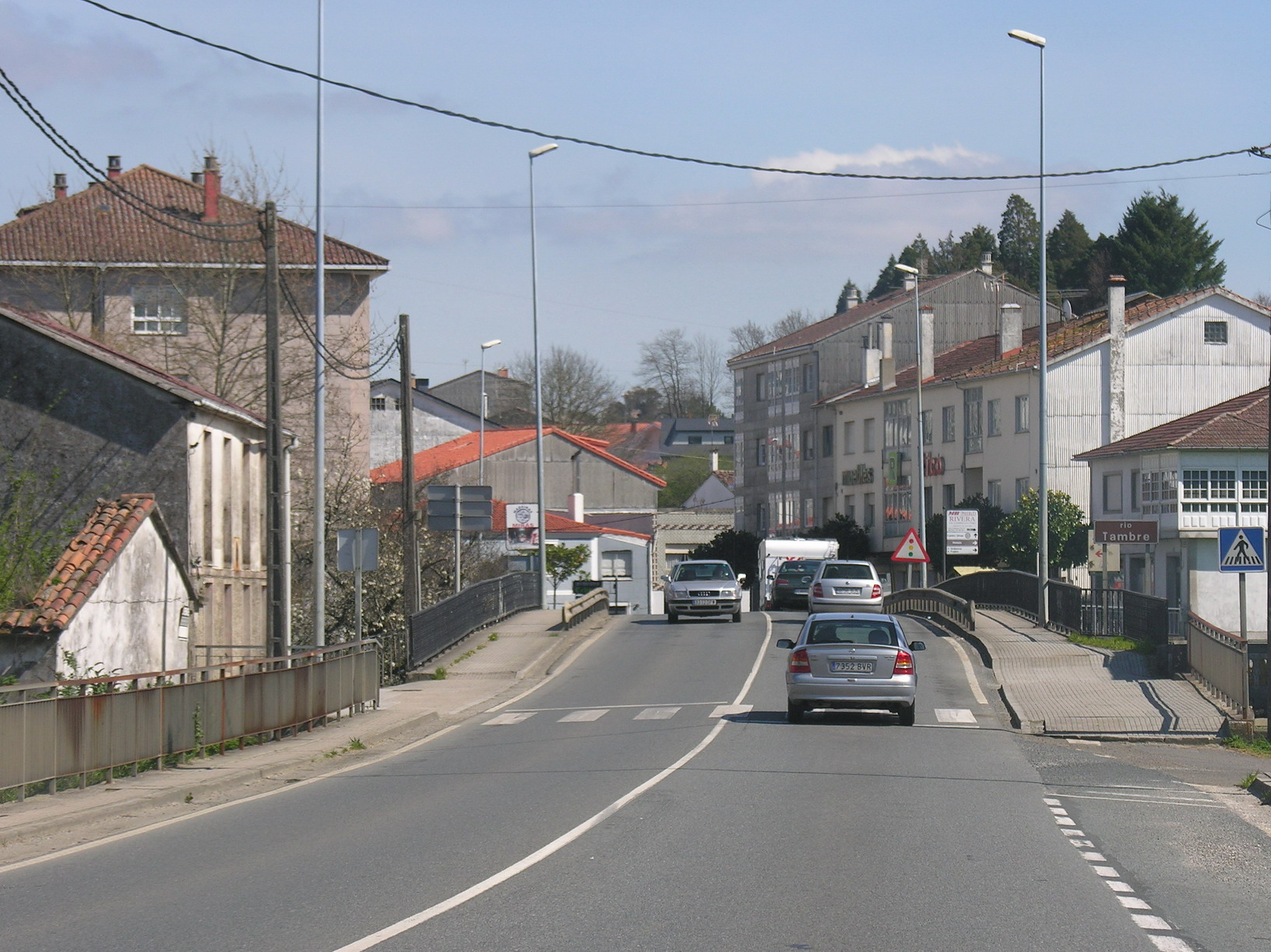
N-550 entre el municipio de Santiago de Compostela y el de Oroso, el río Tambre (véase el puente) marca la frontera
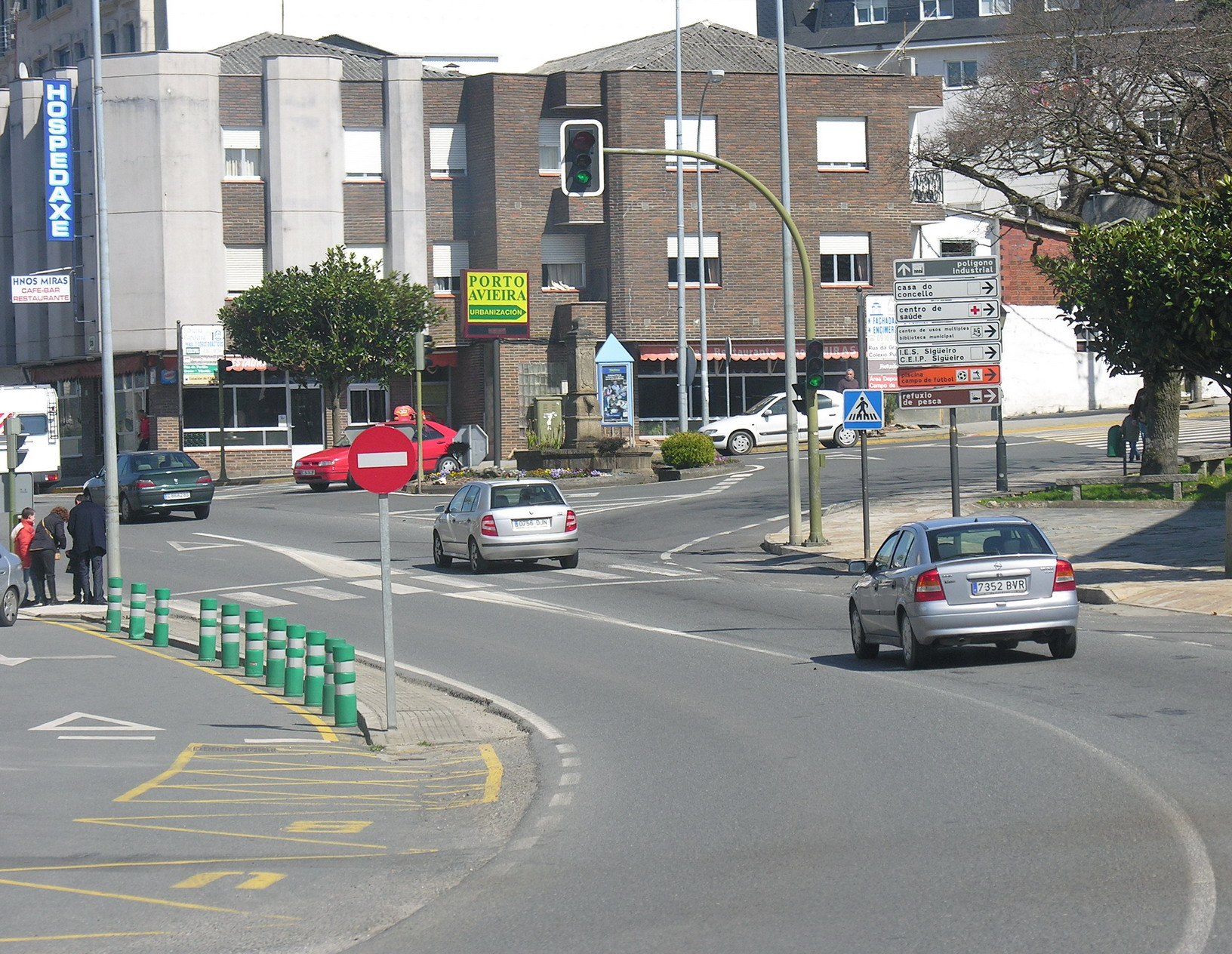
N-550, Sigüeiro, Oroso
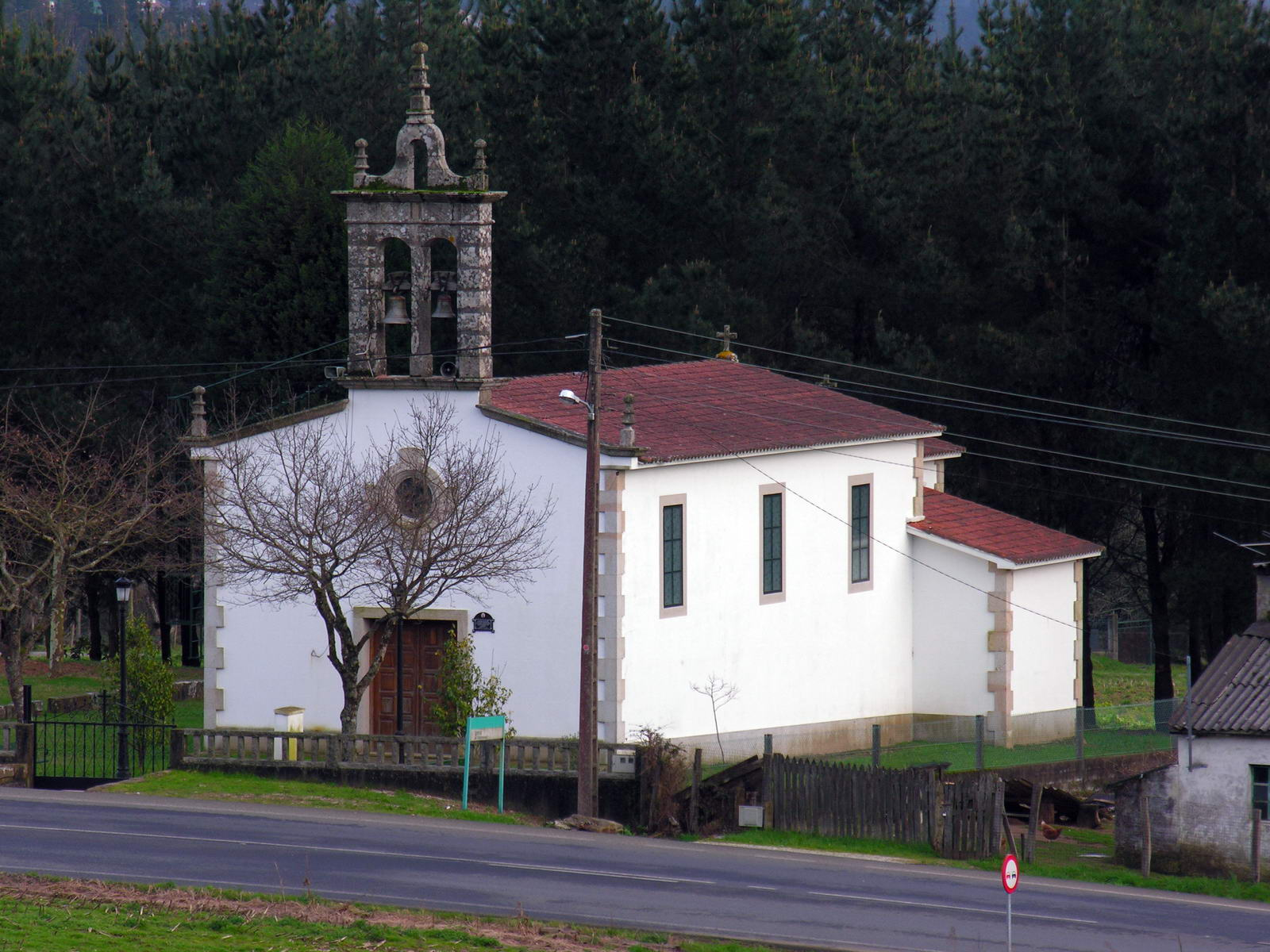
Iglesia de San Tomé de Villarromarís
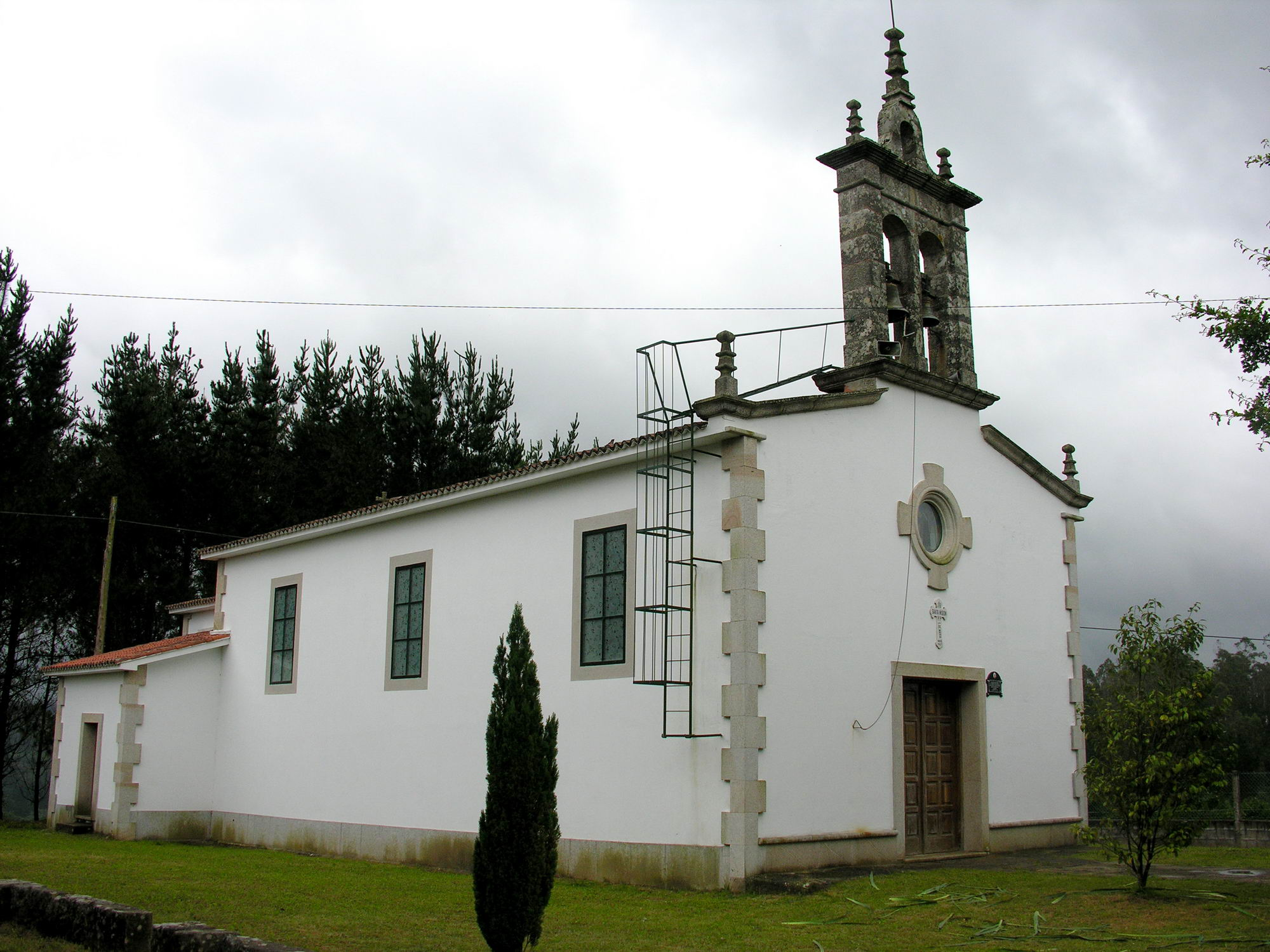
Iglesia de San Tomé de Villarromarís
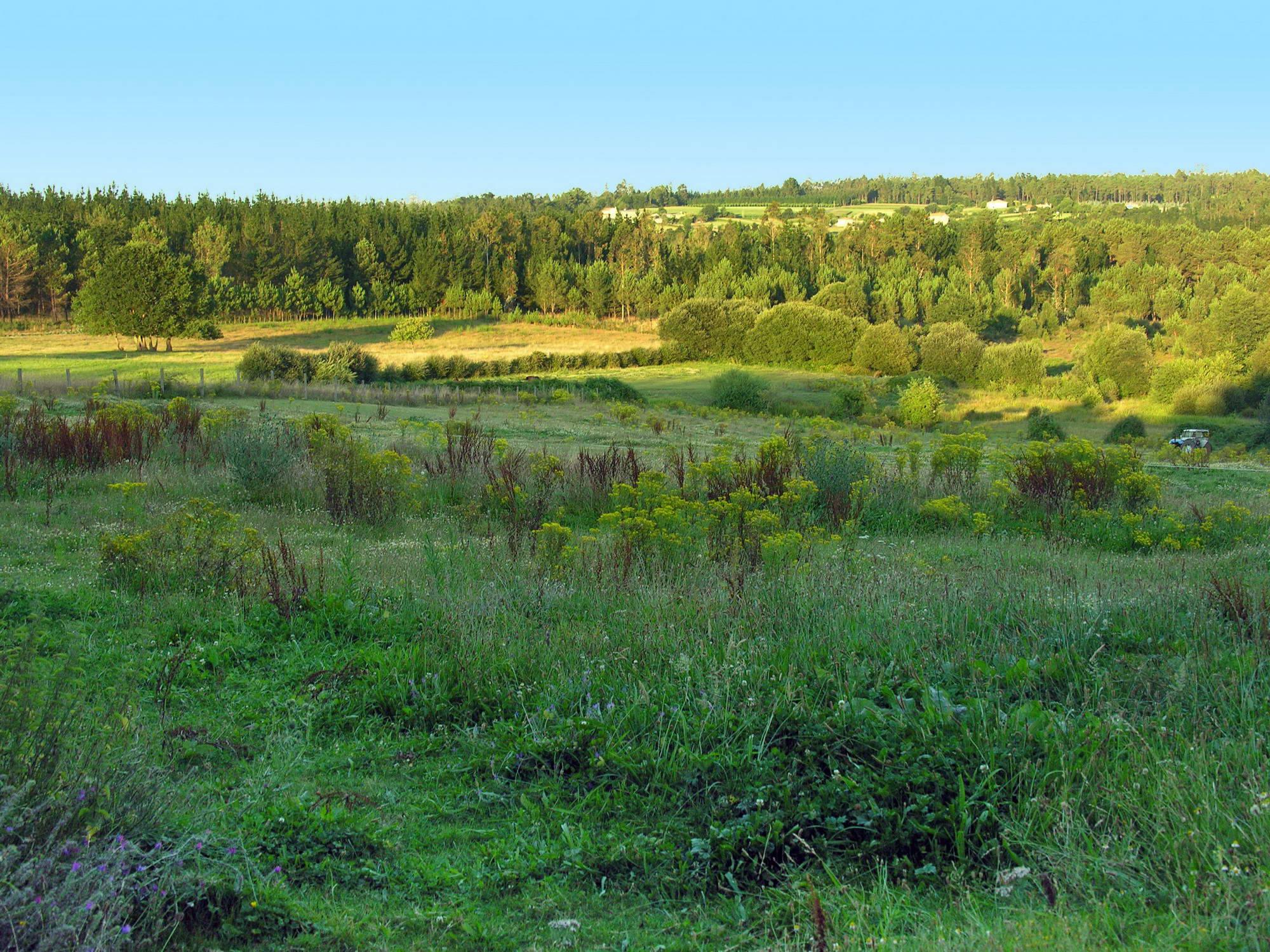
Beán
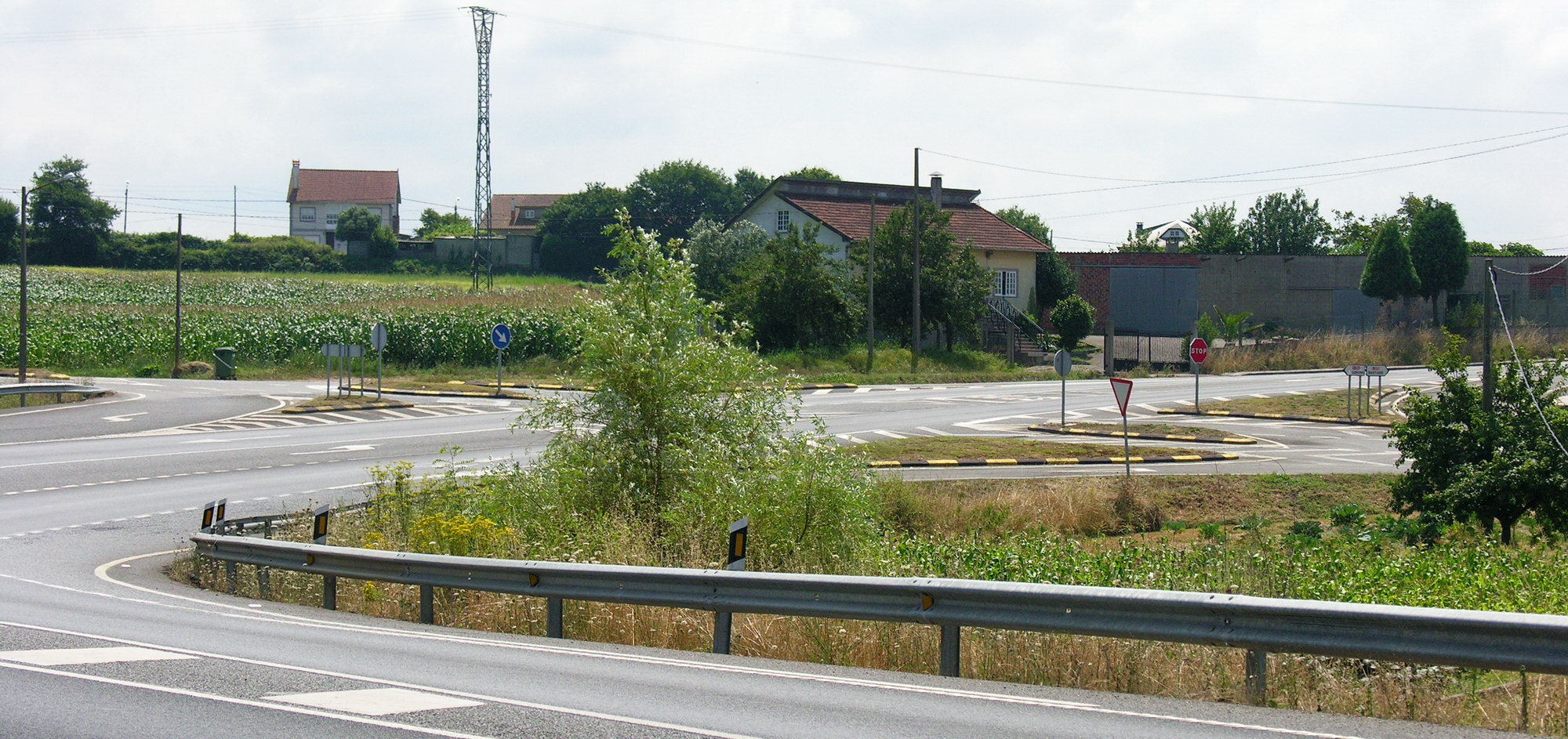
Acceso a Oroso
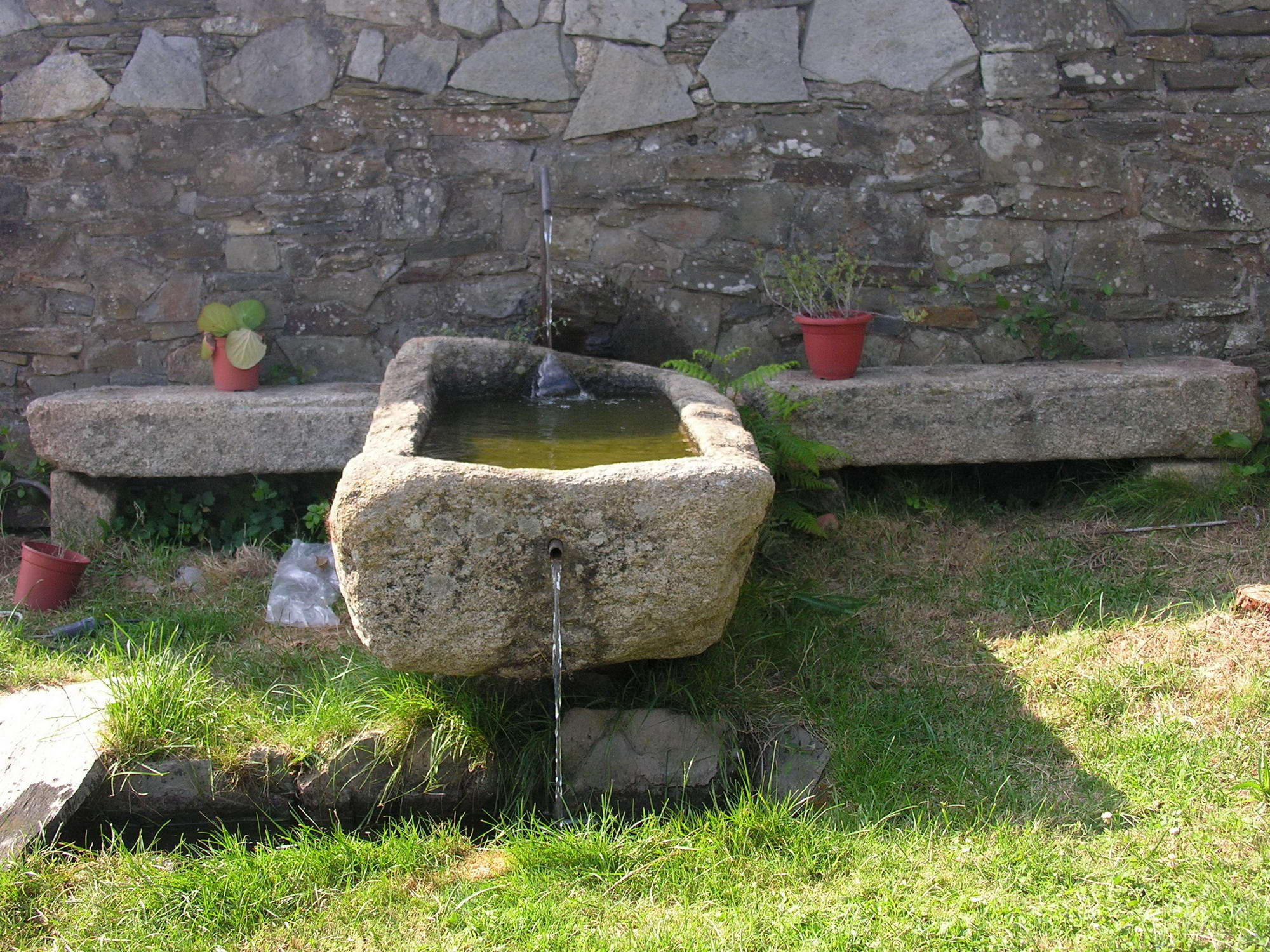
Maseira convertida en bebedero
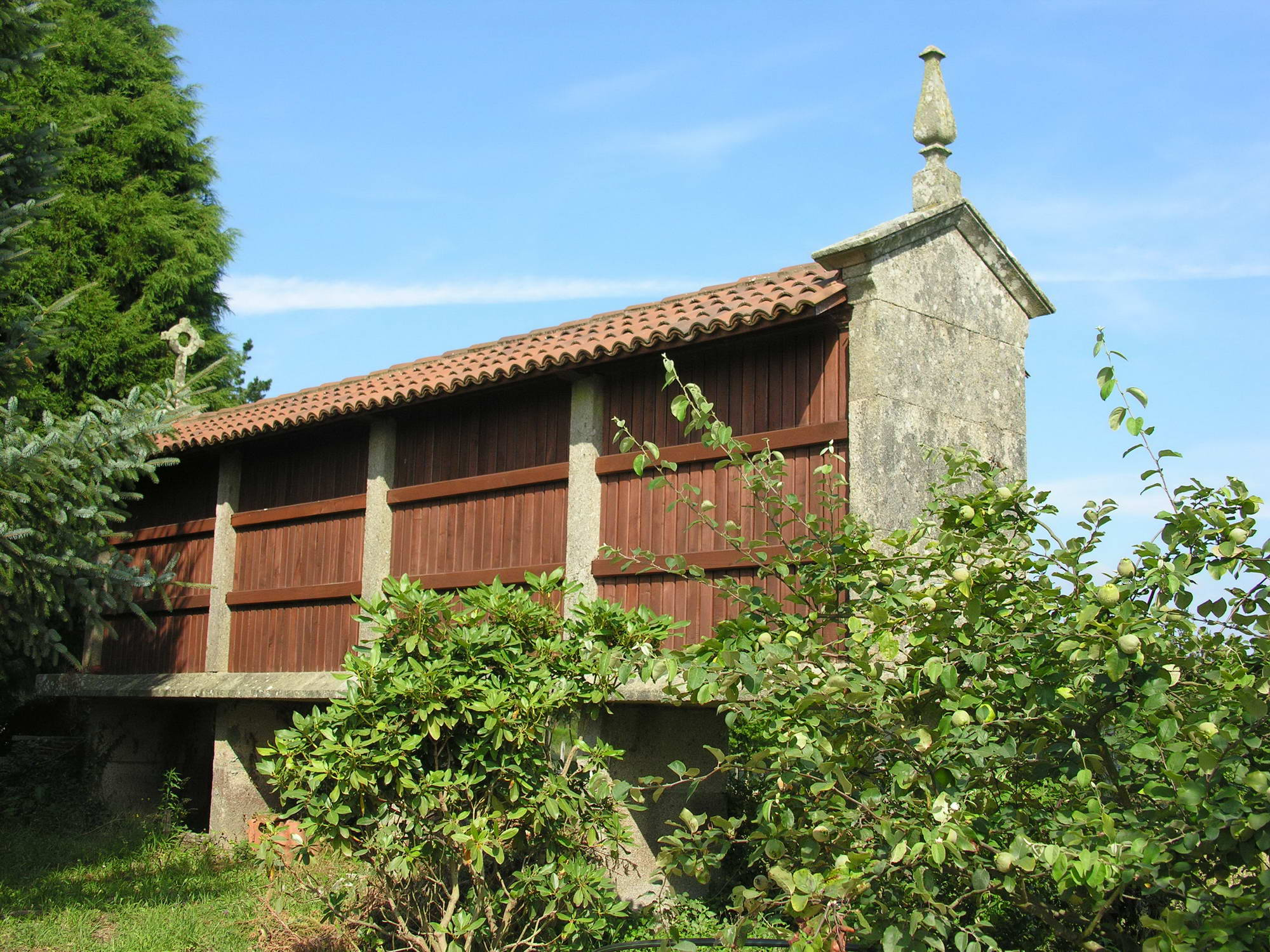
Hórreo
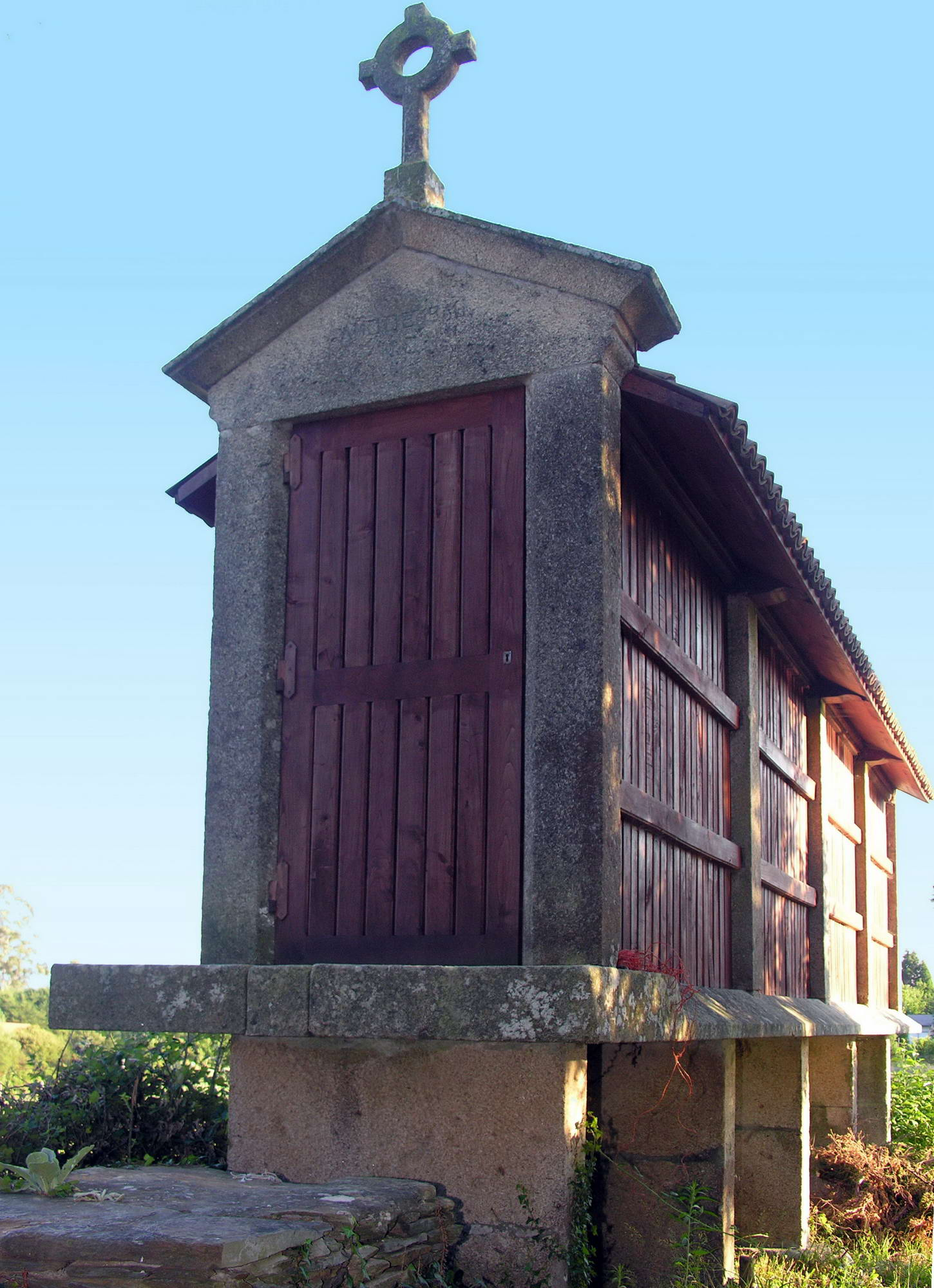
Hórreo